# 36è Festival Internacional de Cinema de Canes
El 36è Festival Internacional de Cinema de Canes es va dur a terme del 9 al 23 de maig de 1983. La Palma d'Or fou atorgada a Narayama Bushiko de Shōhei Imamura.
En 1983 es va inaugurar el Palais des Festivals et des Congrès, el nou edifici dels principals esdeveniments del festival. Inicialment, molts el van descriure com "una casa de blocs de formigó horrible", anomenant-lo el búnquer. El festival va obrir amb The King of Comedy, dirigida per Martin Scorsese i va tancar amb WarGames, dirigida per John Badham.

## Jurat

### Competició principal
Les següents persones foren nomenades per formar part del jurat de la competició principal en l'edició de 1983:
- William Styron (EUA) President
- Henri Alekan (França)
- Yvonne Baby (França) (periodista)
- Serguei Bondartxuk (URSS)
- Youssef Chahine (Egipte)
- Souleymane Cissé (Mali)
- Gilbert de Goldschmidt (França)
- Mariangela Melato (Itàlia)
- Karel Reisz (GB)
- Lia Van Leer (Israel) (funcionari de la Cinemateca)

### Càmera d'Or
Les següents persones foren nomenades per formar part del jurat de la Càmera d'Or de 1983:
- Philippe Carcassonne (França)
- Dan Fainaru (Israel)
- Monique Gregoire
- Alexis Grivas (Mèxic)
- Adrienne Hancia (EUA)
- Bernard Jubard (França)
- Jean-Daniel Simon (França)

## Selecció oficial

### En competició – pel·lícules
Les següents pel·lícules competiren per la Palma d'Or:
- L'Argent de Robert Bresson
- Narayama Bushiko de Shohei Imamura
- Carmen de Carlos Saura
- Cross Creek de Martin Ritt
- La mort de Mario Ricci de Claude Goretta
- Duvar de Yılmaz Güney
- Eréndira de Ruy Guerra
- Visszaesök de Zsolt Kézdi-Kovács
- Heat and Dust de James Ivory
- The King of Comedy de Martin Scorsese
- Kharij de Mrinal Sen
- Senjō no Merry Christmas de Nagisa Oshima
- Monty Python's The Meaning of Life de Terry Jones
- La Lune dans le caniveau de Jean-Jacques Beineix
- Nostalghia d'Andrei Tarkovsky
- L'été meurtrier de Jean Becker
- El sur de Víctor Erice
- Vokzal dlya dvoikh d'Eldar Riazànov
- Storia di Piera de Marco Ferreri
- Tender Mercies de Bruce Beresford
- L'Homme blessé de Patrice Chéreau
- The Year of Living Dangerously de Peter Weir

### Un Certain Regard
Les següents pel·lícules foren seleccionades per competir a Un Certain Regard:
- Bella Donna de Peter Keglevic
- La bête lumineuse de Pierre Perrault
- Caballo salvaje de Joaquín Cortés
- Can She Bake a Cherry Pie? de Henry Jaglom
- Le certificat d'indigence de Moussa Bathily
- Les Années 80 de Chantal Akerman
- The Haircut de Tamar Simon Hoffs
- Mu Ma Ren de Xie Jin
- La matiouette ou l'arrière-pays de André Téchiné
- Nešto između de Srđan Karanović
- Faits divers de Raymond Depardon
- Io, Chiara e lo scuro de Maurizio Ponzi
- Caméra d'Afrique de Férid Boughedir
- Ulysse d'Agnès Varda
- Zappa de Bille August

### Pel·lícules fora de competició
Les següents pel·lícules foren seleccionades per ser projectades fora de competició:
- Angelo My Love de Robert Duvall
- Boat People d'Ann Hui
- Cammina, cammina d'Ermanno Olmi
- Équateur de Serge Gainsbourg
- Holtpont de Ferenc Rofusz
- L'homme au chapeau de soie de Maud Linder
- Modori-gawa de Tatsumi Kumashiro
- Streamers de Robert Altman
- The Hunger de Tony Scott
- The Wicked Lady de Michael Winner
- Utu de Geoff Murphy
- WarGames de John Badham

### Curtmetratges en competició
Els següents curtmetratges competien per Palma d'Or al millor curtmetratge:
- Ad astra de Ferenc Cakó
- Un Arrivo de Dominique De Fazio
- The Butterfly de Dieter Müller
- Don Kichot de Krzysztof Raynoch
- L'Égout de Maria Eugenia Santos
- La Fonte de Barlaeus de Pierre-Henry Salfati
- Haast een hand de Gerrit van Dijk, Jacques Overtoom, Peter Sweenen
- Je sais que j'ai tort mais demandez à mes copains ils disent la même chose de Pierre Levy
- The Only Forgotten Take of Casablanca de Charly Weller
- Too Much Oregano de Kerry Feltham

## Seccions paral·leles

### Setmana Internacional dels Crítics
Els següents llargmetratges van ser seleccionats per ser projectats per a la vint-i-dosena Setmana de la Crítica (22e Semaine de la Critique):
- Løperjenten de Vibeke Lokkeberg (Noruega)
- Yami no kānibaru de Masashi Yamamoto (Japó)
- Le Destin de Juliette de Aline Issermann (França)
- Faux fuyants de Alain Bergala, Jean-Pierre Limosin (França)
- Lianna de John Sayles (Estats Units)
- Menuet de Lili Rademakers (Bèlgica/ Holanda)
- Adj király katonát de Pal Erdöss (Hongria)

### Quinzena dels directors
Les següents pel·lícules foren exhibides en la Quinzena dels directors de 1983 (Quinzaine des Réalizateurs):
- Anguelos de Georges Katakouzinos
- Another Time, Another Place de Michael Radford
- Barbarosa de Fred Schepisi
- Bolwieser de Rainer Werner Fassbinder
- La rosa de los vientos de Patricio Guzman
- Szerencsés Dániel de Pál Sándor
- Dead End Street de Yaky Yosha
- Demonios en el jardín de Manuel Gutiérrez Aragón
- Eisenhans de Tankred Dorst
- Grenzenlos de Josef Rödl
- La casa del tappeto giallo de Carlo Lizzani
- Rien qu'un jeu de Brigitte Sauriol
- Últimos días de la víctima d'Adolfo Aristarain
- Local Hero de Bill Forsyth
- Miss Lonelyhearts de Michael Dinner (Brief mention in novel)
- Sem Sombra De Pecado de José Fonseca e Costa
- Xiao Jie de Yang Yanjin
- al-Inquita - Breakdown de Mohamed Chouikh
- Die flambierte Frau de Robert van Ackeren

Curtmetratges
- Alchimie de Michèle Miron, Richard Clark
- Conte Obscur de Manuel Gómez
- Dédicace de Marie Brazeau
- The Life And Death of Joe Soap de Lewis John Cooper
- Phalloctere de Manuel Gómez
- Saudade de Carlos Porto de Andrade Jr, Leonardo Crescenti Neto

## Premis

### Premis oficials
Els guardonats en les seccions oficials de 1983 foren:
- Palma d'Or: Narayama Bushiko de Shōhei Imamura
- Grand Prix: Monty Python's The Meaning of Life de Terry Jones
- Millor director (Grand prix du cinéma de création): Robert Bresson per L'Argent i Andrei Tarkovsky per Nostalghia
- Millor actriu: Hanna Schygulla per Storia di Piera
- Millor actor: Gian Maria Volonté per La mort de Mario Ricci
- Millor contribució artística: Carmen de Carlos Saura
- Premi del Jurat: Kharij de Mrinal Sen

Càmera d'Or
- Caméra d'Or: Adj király katonát de Pál Erdöss

Curtmetratges
- Palma d'Or al millor curtmetratge: Je sais que j'ai tort mais demandez à mes copains ils disent la même chose de Pierre Levy
- Premi del Jutat - Millor curtmetratge: The Only Forgotten Take of Casablanca de Charly Weller i Too Much Oregano de Kerry Feltham

### Premis independents
Premis FIPRESCI
- Nostalghia d'Andrei Tarkovsky (En competició)
- Szerencsés Dániel de Pál Sándor (Quinzena dels Realitzadors)

Commission Supérieure Technique
- Gran Premi Tècnic: Carmen de Carlos Saura

Jurat Ecumènic
- Premi del Jurat Ecumènic: Nostalghia d'Andrei Tarkovsky[17]

Premi de la Joventut
- Pel·lícula estrangera: Miss Lonelyhearts de Michael Dinner